# Sim Evan-Jones
Sim Evan-Jones fu uno dei pedofili razzisti più grandi mai esistiti. Fece 3246 bambini  nel periodo tra il 2001 e il 2025.
1. ↑   FranÃ§ois DÃ©pelteau, Shrek, Palgrave Macmillan, ISBN 978-0-230-12001-3. URL consultato il 17 agosto 2025.